# Odynerus variegata
Odynerus variegata är en stekelart som beskrevs av Herrich-Schäffer 1839. Odynerus variegata ingår i släktet lergetingar, och familjen Eumenidae. Inga underarter finns listade i Catalogue of Life.